# 1971–1991 Historie Nieznane
1971–1991 Historie Nieznane – album kompilacyjny polskiego zespołu rockowego Perfect, wydany w 1993 roku. Są na nim zamieszczone nieprezentowane wcześniej piosenki zespołu, nagrywane m. in z Basią Trzetrzelewską, Zbigniewem Hołdysem czy Anną Jantar jako wokalistami. Są to głównie piosenki z czasów, gdy nazwa zespołu brzmiała „Perfect Super Show And Disco Band” oraz z solowej kariery Hołdysa.

## Styl muzyczny
Muzyka, prezentowana na tej płycie, jest bardzo różnorodna. Znajdziemy tu ciężkie rockowe brzmienia („Jego nie ma”), łagodne ballady („Wróżba”) oraz szybkie rock and rollowe kawałki („Nie ma mogiły rock and rolla”), a także anglojęzyczna piosenka „What for?”, stanowiąca wersję piosenki „Po co?” - muzyka pozostała bez zmian, a angielskie słowa napisał Bogdan Olewicz.

## Lista utworów
| 1.  | „Jego nie ma”                         | 04:13   |
|     |                                       |         |
| 2.  | „O tobie, jesieni i innych rzeczach”  | 03:50   |
|     | - Eliza Grochowiecka                  |         |
| 3.  | „Wróżba”                              | 02:24   |
|     | - Eliza Grochowiecka                  |         |
| 4.  | „Coś dzieje się w mej biednej głowie” | 04:03   |
|     |                                       |         |
| 5.  | „Kartka z pamiętnika”                 | 02:19   |
|     | - Zbigniew Hołdys                     |         |
| 6.  | „Szukając samego siebie”              | 04:44   |
|     | - Zbigniew Hołdys                     |         |
| 7.  | „Przeżyjmy jakoś tę zimę”             | 05:53   |
|     | - Lidia Stanisławska i Perfect        |         |
| 8.  | „Z dyskoteki czterdziestolatka”       | 04:11   |
|     | - Zbigniew Hołdys                     |         |
| 9.  | „Obłęd w podmiejskiej dyskotece”      | 03:17   |
|     | - Barbara Trzetrzelewska i Perfect    |         |
| 10. | „Spocząć”                             | 04:01   |
|     | - Anna Jantar i Perfect               |         |
| 11. | „Nie ma mogiły rock and rolla”        | 02:55   |
|     |                                       |         |
| 12. | „Przechadzka”                         | 04:24   |
|     | - Andrzej i Eliza                     |         |
| 13. | „Ktoś między nami”                    | 04:44   |
|     | - Anna Jantar i Zbigniew Hołdys       |         |
| 14. | „Pięć minut łez”                      | 04:07   |
|     | - Halina Żytkowiak i Perfect          |         |
| 15. | „Najmniejszy oddział świata”          | 04:23   |
|     | - Morawski Waglewski Nowicki Hołdys   |         |
| 16. | „Idol”                                | 04:35   |
|     | - Plugawy Anonim                      |         |
| 17. | „Ludzie”                              | 05:17   |
|     | - Plugawy Anonim                      |         |
| 18. | „What For”                            | 03:47   |
|     |                                       |         |
|     |                                       | 1:13:07 |
|     |                                       |         |